# Eduardo Gomes nemzetközi repülőtér
Az Eduardo Gomes nemzetközi repülőtér egy nemzetközi repülőtér (IATA: MAO, ICAO: SBEG) Brazíliában, Manaus közelében. Éves utasforgalma 2 728 418 fő (2022).

## Kifutópályák
A repülőtér futópályái:
- 11/29 (2700 m, 45 m, aszfalt)

## Forgalom
Az utasforgalom az elmúlt években az alábbi módon változott:
| Utasok száma | 1 071 693 | 1 152 204 | 1 423 258 | 1 923 359 | 2 751 560 | 3 221 926 | 3 317 468 | 2 606 645 | 1 725 236 | 2 728 418 |
|              | 2000      | 2002      | 2005      | 2007      | 2010      | 2012      | 2015      | 2017      | 2020      | 2022      |

## Légitársaságok és úticélok
2025-ben az Eduardo Gomes nemzetközi repülőtérről az alábbi járatok indulnak (Utoljára frissítve: 2025-02-18):

### Személy
| Légitársaság                | Célállomások |
| --------------------------- | --- |
| Apuí Táxi Aéreo             | Apuí, Manicoré |
| Avianca                     | Bogotá |
| Azul Brazilian Airlines     | Belém, Belo Horizonte–Confins, Boa Vista, Campinas, Eirunepé, Fortaleza, Fort Lauderdale, Itaituba, Parintins, Porto Trombetas, Porto Velho, Recife, Santarém, São Gabriel da Cachoeira, Tabatinga, Tefé |
| Azul Conecta                | Borba, Coari, Lábrea, Manicoré, Maués, Santa Isabel do Rio Negro, Tefé |
| Conviasa                    | Puerto Ordaz |
| Copa Airlines               | Panama City–Tocumen |
| Gol Linhas Aéreas           | Brasília, Fortaleza, Porto Velho, Rio Branco, Rio de Janeiro–Galeão, Santarém, São Paulo–Guarulhos Szezonális: Miami                                                                                     |
| LATAM Brasil                | Belém, Brasília, Fortaleza, Porto Velho, Rio de Janeiro–Galeão, São Paulo–Guarulhos |
| MAP Linhas AéreasSablon:Ref | Charter: Carauari, Porto Urucu |
| TAP Air Portugal            | Lisszabon |
| Total Linhas Aéreas         | Charter: Carauari, Porto Urucu |

### Cargo
| Légitársaság                | Célállomások |
| --------------------------- | --- |
| Atlas Air                   | Miami |
| Avianca Cargo               | Bogotá, Medellín-JMC |
| Cargolux                    | Luxembourg |
| LATAM Cargo Colombia        | Campinas-Viracopos, Miami |
| LATAM Cargo Brasil          | Asunción, Belém, Belo Horizonte-Confins, Bogota, Brasília, Buenos Aires-Ezeiza, Cabo Frio, Cali, Campinas, Caracas, Ciudad del Este, Curitiba, Guayaquil, Lima, Medellín-Córdova, Miami, Quito, Recife, Rio de Janeiro-Galeão, São Paulo-Guarulhos, Valencia (VE) |
| Mas Air                     | Mexico City, Guadalajara, Merida, San Jose da Costa Rica, Panama City-Tocumen, Quito, Guayaquil |
| Modern Logistics            | Brasília, Campinas, Recife |
| Total Express Linhas Aéreas | São Paulo-Guarulhos |